# David Philipp
David Lennart Philipp (Hamburg, 10 april 2000) is een Duits voetballer die doorgaans als rechter aanvaller speelt.

## Carrière
David Philipp speelde in de jeugd van Hamburg-Eimsbütteler BC en Werder Bremen. In het seizoen 2019/20 speelde hij voor het tweede elftal van Werder in de Regionalliga Nord, waar hij zeven goals maakte. In het seizoen 2020/21 wordt hij verhuurd aan ADO Den Haag, wat een optie tot koop bedong. Hij debuteerde in het betaald voetbal voor ADO op 3 oktober 2020, in de met 1-2 gewonnen uitwedstrijd tegen VVV-Venlo. Hij kwam in de 80e minuut in het veld voor Amar Ćatić en scoorde in de derde minuut van de extra tijd het winnende doelpunt. Medio 2021 ging hij naar Viktoria Köln.

### Statistieken
| Seizoen                       | Club             | Land           | Competitie        | Competitie | Competitie | Beker | Beker | Totaal | Totaal |
| Seizoen                       | Club             | Land           | Competitie        | Wed.       | Dlp.       | Wed.  | Dlp.  | Wed.   | Dlp.   |
| ----------------------------- | ---------------- | -------------- | ----------------- | ---------- | ---------- | ----- | ----- | ------ | ------ |
| 2019/20                       | Werder Bremen II | Duitsland      | Regionalliga Nord | 18         | 7          | –     | –     | 18     | 7      |
| 2020/21                       | → ADO Den Haag   | Nederland      | Eredivisie        | 1          | 1          | 0     | 0     | 1      | 1      |
| Carrièretotaal                | Carrièretotaal   | Carrièretotaal | Carrièretotaal    | 19         | 8          | 0     | 0     | 19     | 8      |
| Bijgewerkt op 16 oktober 2020 |                  |                |                   |            |            |       |       |        |        |